# Motegi Shunsuke
Motegi Shunsuke (茂木 駿佑 Motegi Shunsuke, sinh ngày 2 tháng 10 năm 1996 ở Chiba) là một cầu thủ bóng đá người Nhật Bản. Anh thi đấu cho Vegalta Sendai.

## Sự nghiệp thi đấu
Motegi Shunsuke gia nhập câu lạc bộ tại J1 League; Vegalta Sendai năm 2015. Vào tháng 7 năm anh chuyển đến câu lạc bộ tại J2 League; Zweigen Kanazawa. Năm 2016, anh trở lại Vegalta Sendai.

## Thống kê câu lạc bộ
Cập nhật đến ngày 23 tháng 2 năm 2017.
| Thành tích câu lạc bộ | Thành tích câu lạc bộ | Thành tích câu lạc bộ | Giải vô địch | Giải vô địch | Cúp                   | Cúp                   | Cúp Liên đoàn | Cúp Liên đoàn | Tổng cộng | Tổng cộng |
| Mùa giải              | Câu lạc bộ            | Giải vô địch          | Số trận      | Bàn thắng    | Số trận               | Bàn thắng             | Số trận       | Bàn thắng     | Số trận   | Bàn thắng |
| Nhật Bản              | Nhật Bản              | Nhật Bản              | Giải vô địch | Giải vô địch | Cúp Hoàng đế Nhật Bản | Cúp Hoàng đế Nhật Bản | J. League Cup | J. League Cup | Tổng cộng | Tổng cộng |
| --------------------- | --------------------- | --------------------- | ------------ | ------------ | --------------------- | --------------------- | ------------- | ------------- | --------- | --------- |
| 2015                  | Vegalta Sendai        | J1 League             | 11           | 0            | –                     | –                     | 6             | 0             | 17        | 0         |
| 2015                  | Zweigen Kanazawa      | J2 League             | 11           | 0            | 2                     | 1                     | –             | –             | 13        | 1         |
| 2016                  | Vegalta Sendai        | J1 League             | 8            | 0            | 1                     | 1                     | 1             | 0             | 10        | 1         |
| Tổng                  | Tổng                  | Tổng                  | 30           | 0            | 3                     | 2                     | 6             | 0             | 39        | 2         |